# WD-40 Company

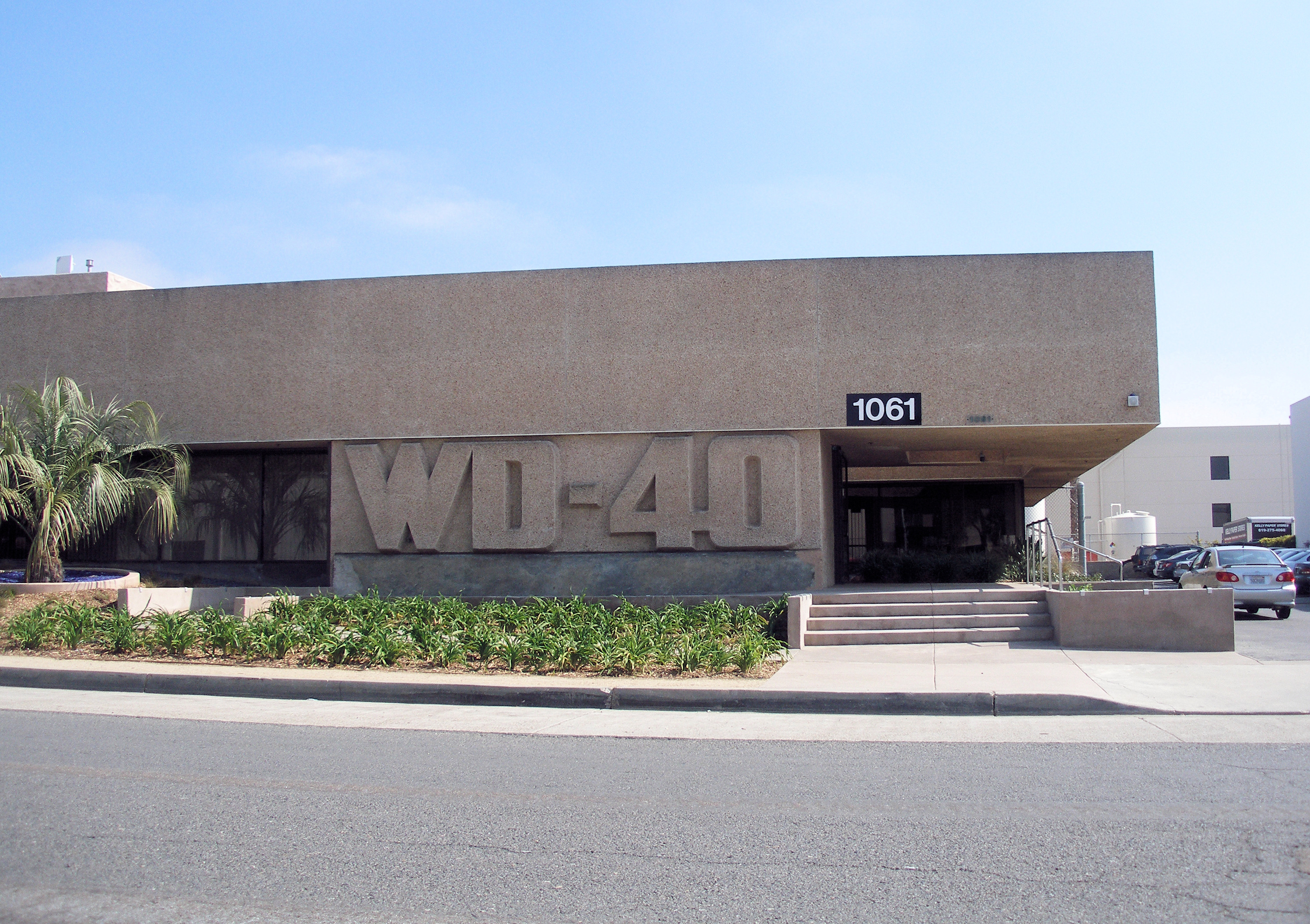
Hauptsitz des Unternehmens in San Diego

Die WD-40 Company ist ein US-amerikanisches Chemieunternehmen mit Sitz in San Diego im Bundesstaat Kalifornien. Es erlangte vornehmlich durch sein gleichnamiges Produkt, das Kriechöl WD-40, Bekanntheit und unternehmerischen Erfolg.

## Geschichte
Das Unternehmen wurde 1953 als Rocket Chemical Company gegründet und konzentrierte sich von Beginn an auf die Entwicklung eines Korrosionsschutzmittels. Nachdem Iver Norman Lawson, einer der vier Mitgründer des Unternehmens, von einem Marine-Offizier nach einer Lösung für die Rostprobleme der Marine gefragt wurde, begann Lawson mit der Entwicklung eines schmierenden Rostschutzmittels, das leicht zu transportieren und zu lagern ist. In seinem 40. Versuch fand Lawson, nicht zu verwechseln mit Norman B. Larson, einem späteren Corporate President des Unternehmens, das Mittel mit der internen Bezeichnung „Water Displacement, 40th formula“ (deutsch „Wasserverdrängung, 40. Rezeptur“) oder kurz: WD-40. Seine Entdeckung trat Lawson laut Interviews mit Familienangehörigen für eine Bonuszahlung in Höhe von 500 US-Dollar an Rocket Chemical ab.
Bereits der erste Anwender des neuen Produkts war der große US-Luftfahrzeugbauer Convair, der es zum Korrosionsschutz an der Außenhaut seiner ballistischen Rakete Atlas verwendete. Angestellte Convairs sollen zu dieser Zeit Dosen mit WD-40 zum privaten Gebrauch entwendet haben, da das Produkt damals noch nicht frei im Einzelhandel erhältlich war. Erst durch die Abfüllung in Sprühdosen ab 1958 wurde eine sinnvolle Vermarktung im Einzelhandel ermöglicht. Im Jahr 1969 firmierte das Unternehmen in WD-40 Company um, um der Bedeutung des bis zu diesem Zeitpunkt einzigen Produkts Rechnung zu tragen. Ab 1973 wurden die Aktien der WD-40 Company außerbörslich gehandelt. Nach Angaben des Unternehmens fanden sich im Jahr 1993 in vier von fünf US-Haushalten Produkte von WD-40, während wöchentlich über eine Million Sprühdosen alleine in den Vereinigten Staaten verkauft wurden. Noch 1960 hatte das Unternehmen lediglich sieben Angestellte, die täglich rund 45 Dosen aus den Kofferräumen ihrer Fahrzeuge heraus an nahe Einzelhandelsgeschäfte vertrieben.
Ab Mitte der 1990er Jahre wuchs die WD-40 Company stark durch Unternehmenszukäufe, wodurch Marken wie 3-In-One Oil oder 2000 Flushes erworben wurden. Diese besitzen jedoch meist, gerade außerhalb der Vereinigten Staaten, nur eine geringere Bekanntheit als das Hauptprodukt WD-40. Heute werden die Produkte in 176 Ländern weltweit angeboten und verkauft.